# 克尼亞日皮利 (卡緬涅茨-波多利斯基區)
48°42′15″N 26°45′56″E / 48.70417°N 26.76556°E
克尼亞日皮利（烏克蘭語：Княжпіль）是位於烏克蘭西部赫梅利尼茨基州的卡緬涅茨-波多利斯基區的村莊，始建於1405年，面積2.48平方公里，2001年人口780。